# 궐마
궐마(蕨麻, 학명: Argentina anserina 아르겐티나 안세리나[*])는 장미과의 여러해살이 식물이다. 북반구 온대 지역에 널리 분포하며, 강가나 풀밭, 길가 등에서 잘 자란다. 과거에는 양지꽃속에 속하는 것으로 여겨지기도 했다.

## 종내 분류군
- A. a. subsp. groenlandica (Tratt.) Á.Löve

## 사진

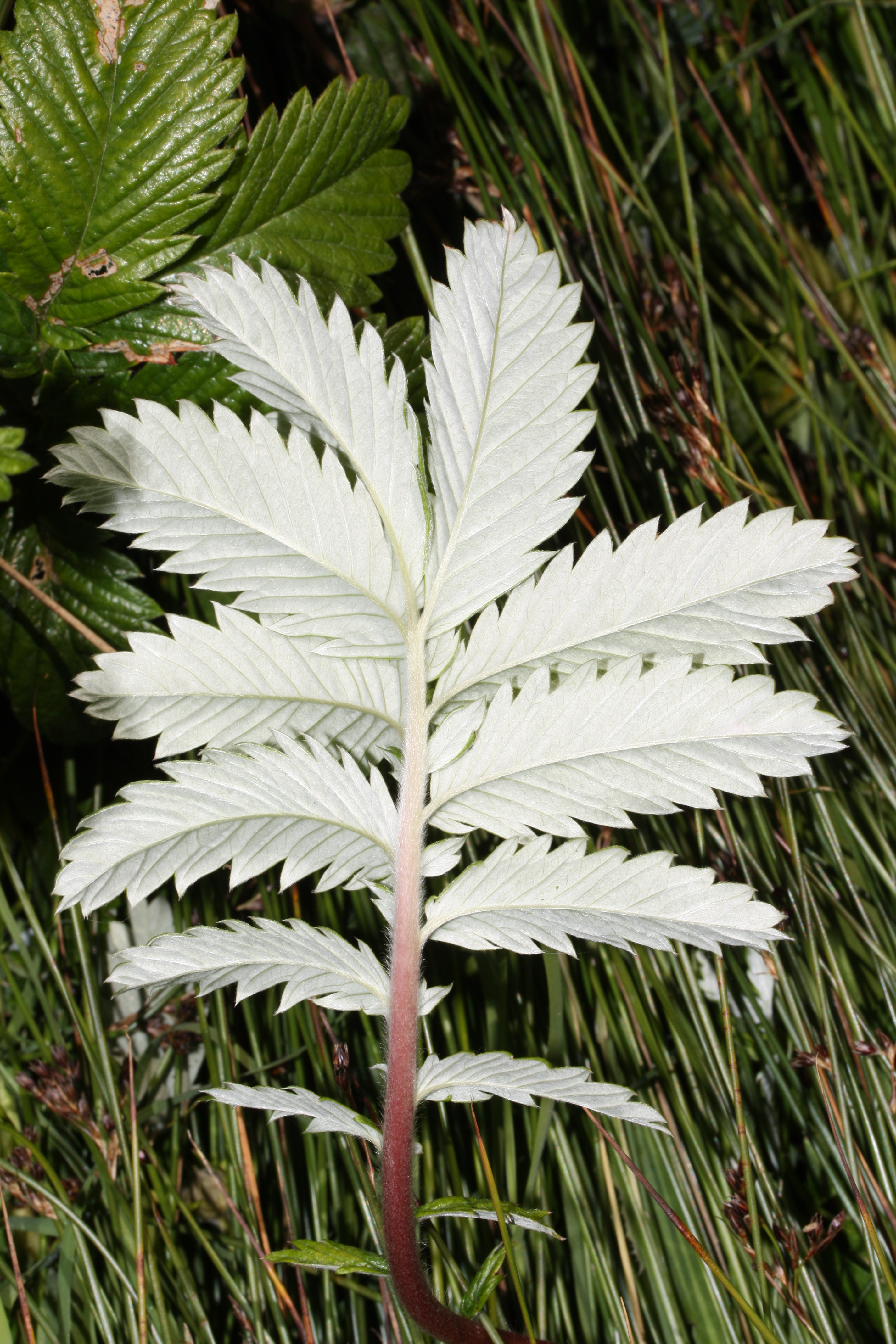
잎
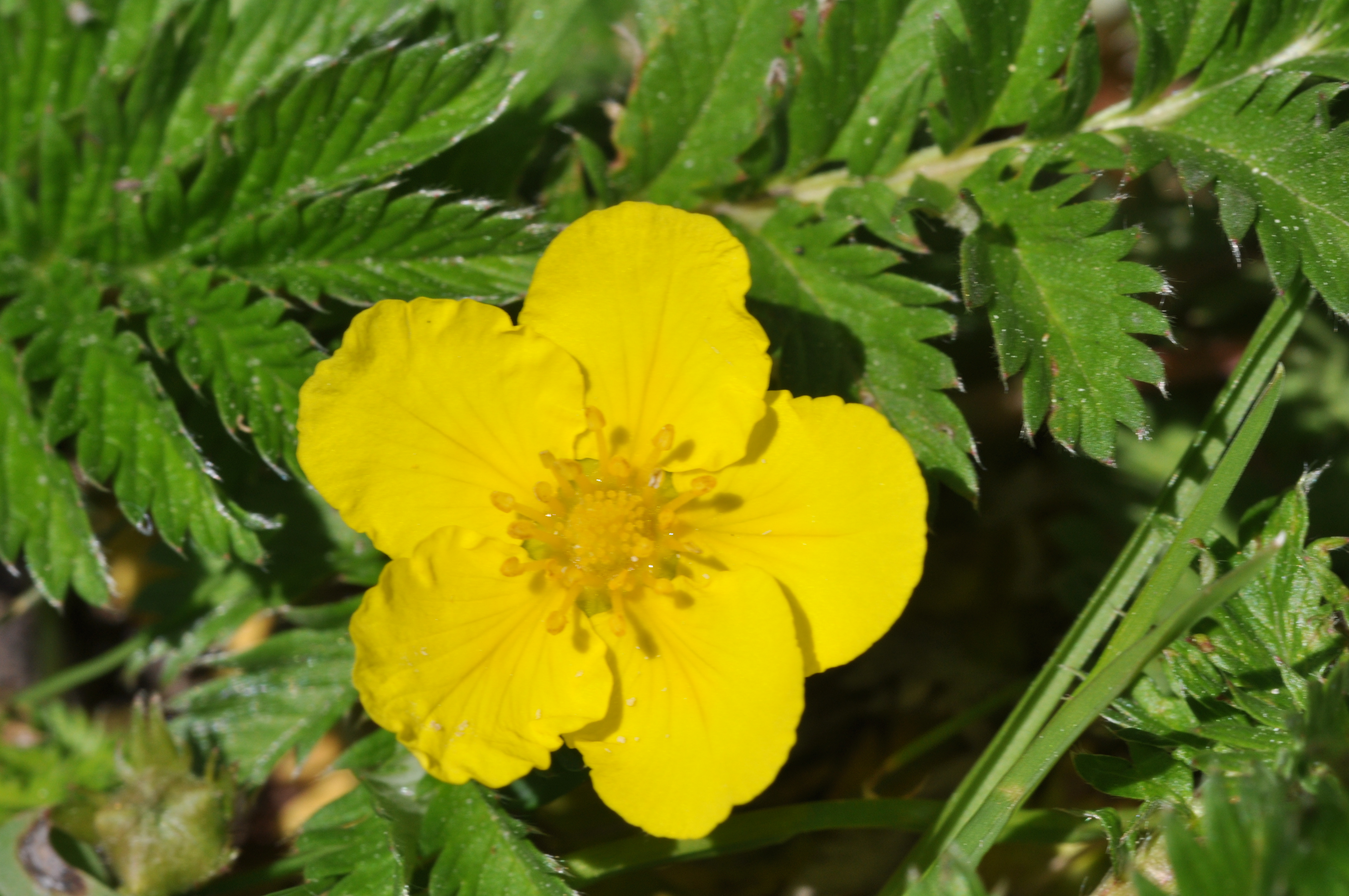
꽃